# Oncidium ensatum
Oncidium ensatum är en orkidéart som beskrevs av John Lindley. Oncidium ensatum ingår i släktet Oncidium och familjen orkidéer. Inga underarter finns listade i Catalogue of Life.

## Bildgalleri

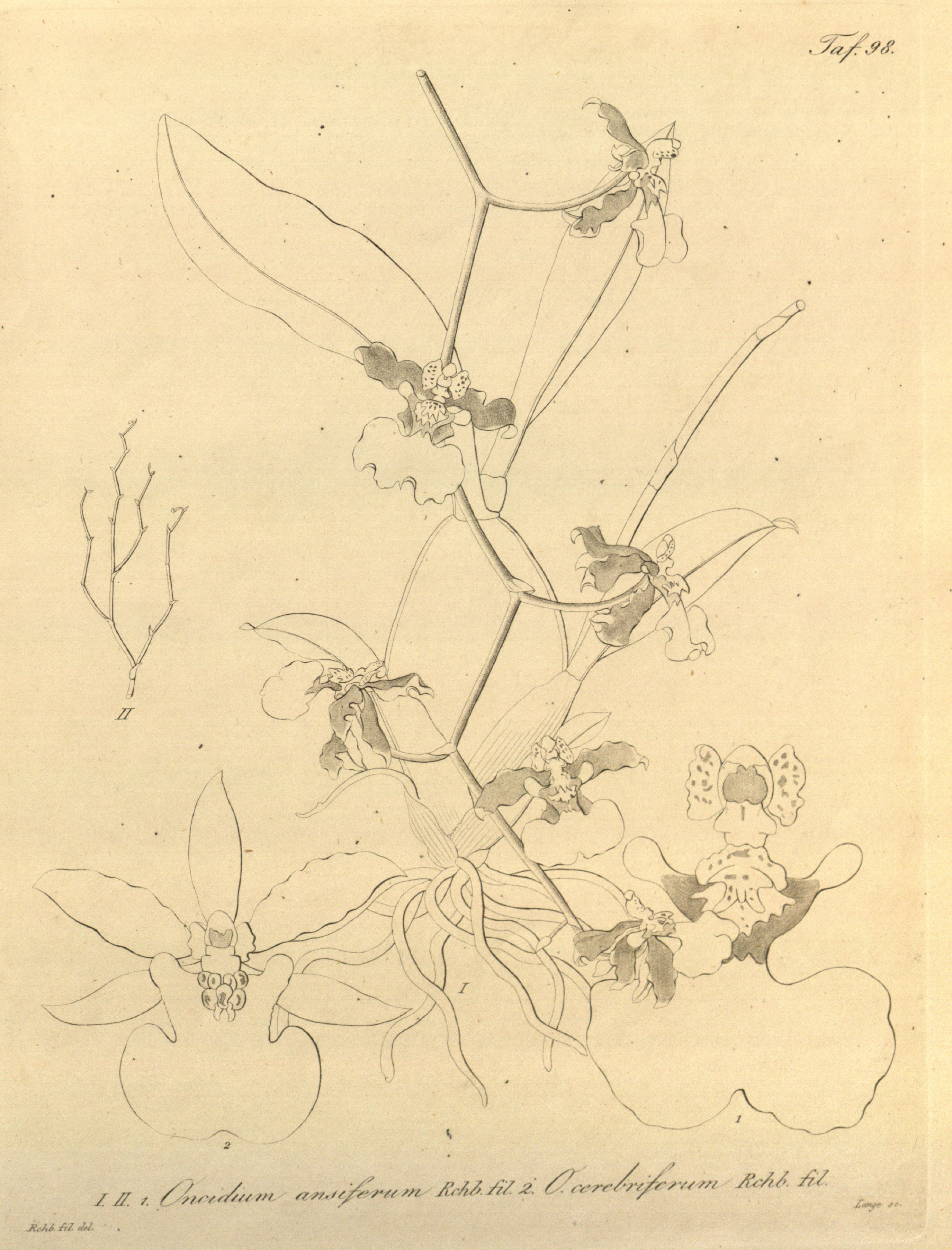